# STCPR
STCPR은 디지털리터러시협회(Center for Digital Literacy)의 교육방법론이다. 디지털리터러시협회는 디지털 리터러시 교육을 S(Search)>T(Talk)>C(Creation)>P(Presentation)>R(Reflection) 5단계로 나누어 진행한다.

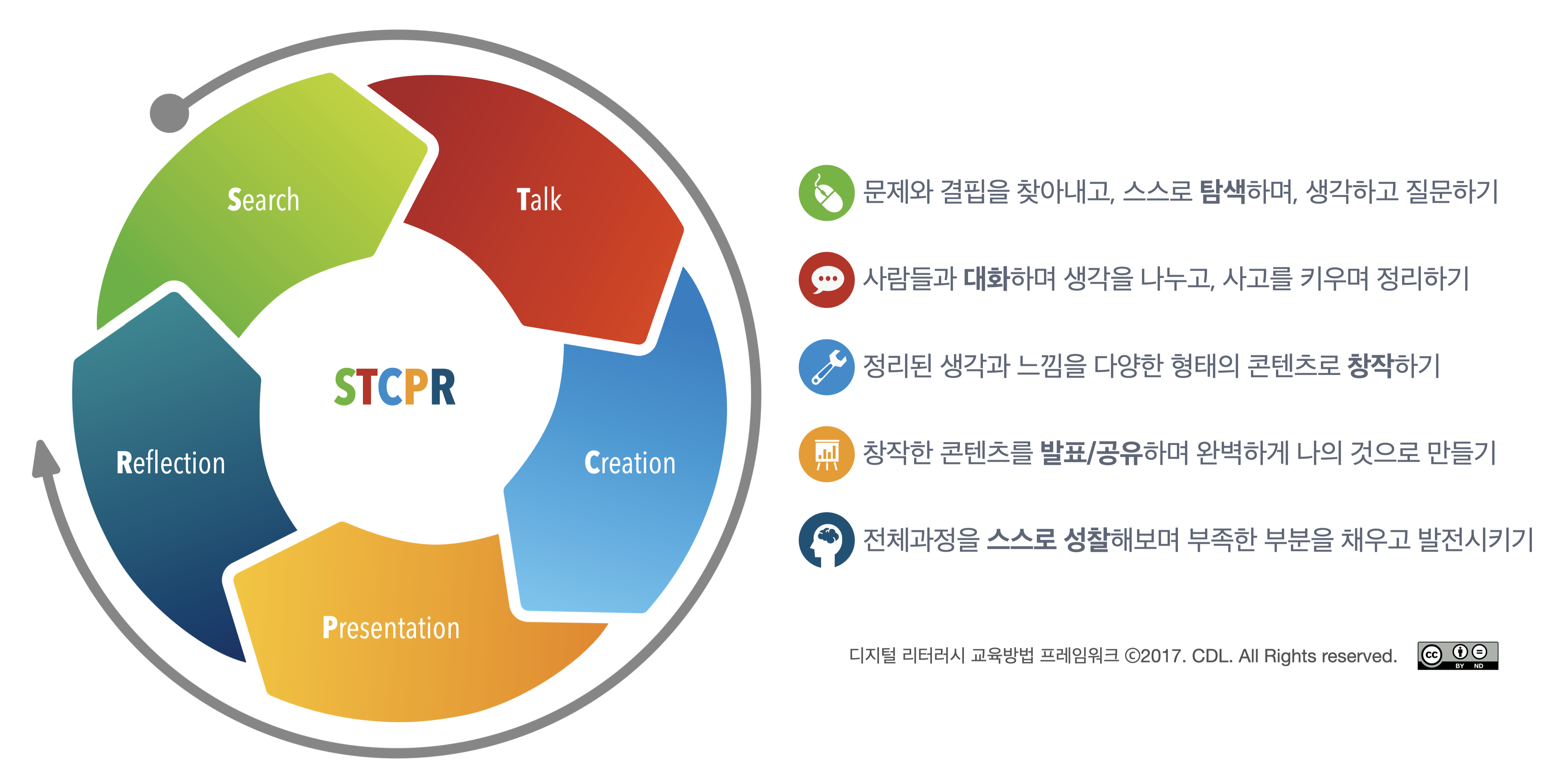

- S(Search): 문제와 결핍을 찾아내고, 스스로 탐색하며, 생각하고 질문하기
- T(Talk): 사람들과 대화하며 생각을 나누고, 사고를 키우며 정리하기
- C(Creation): 정리된 생각과 느낌을 다양한 형태의 콘텐츠로 창작하기
- P(Presentation): 창작한 콘텐츠를 발표/공유하며 완벽하게 나의 것으로 만들기
- R(Reflection): 창작한 콘텐츠를 발표/공유하며 완벽하게 나의 것으로 만들기

수업의 주제를 탐색하고, 토론하여 얻은 결과를 창작물로 정리하며, 발표와 자기 성찰을 통해 확고한 자신의 지식으로 만드는 과정을 거친다. STCPR 방법론은 주제와 디지털 도구를 융합하며, 탐색과 창작 과정을 통해 자기주도 학습을 강화하고 토론과 발표를 통해 메타인지를 자극하는 교육방법으로 Edgar Dale의 경험의 원추(Cone of Experience) 이론, David Kolb의 경험학습(Experienctial Learning) 이론, John Hattie의 시각적 학습(Visible Learning) 이론의 영향을 받았다.